# فینستروم
فینستروم (به لاتین: Finström) یک منطقهٔ مسکونی در فنلاند است که در جزایر الند واقع شده‌است. این شهر دارای 	۲٬۵۴۷ نفر جمعیت است.